# Ниви (Калінінградська область)
Ниви (рос. Нивы) — селище Балтійського району, Калінінградської області Росії. Входить до складу Дивного сільського поселення.
Населення — 5 осіб (2015 рік).

## Населення
| 2002 | 2010 |
| ---- | ---- |
| 5    | →5   |